# Extracció (química)
L'extracció en química és el procés de separació d'una substància a partir d'una matriu. Pot referir-se tant per l'extracció líquid-líquid o l'extracció en fase sòlida. Altres tècniques inclouen l'extracció supercrítica del diòxid de carboni, l'extracció per ultrasons, l'extracció de calor de reflux, l'extracció assistida per microones, DES (caiguda de pressió instantània controlada).
L'extracció utilitza dues fases immiscibles per separar un solut d'una fase a l'altra. La distribució d'un solut entre dues fases és una condició d'equilibri descrita per la teoria de partició. Bullir les fulles de te en aigua extreu els tanins, teobromina i cafeïna fora de les fulles. Extraccions de laboratori més típics són els compostos orgànics d'una fase aquosa i en una fase orgànica.